# Доклендс (Лондон)

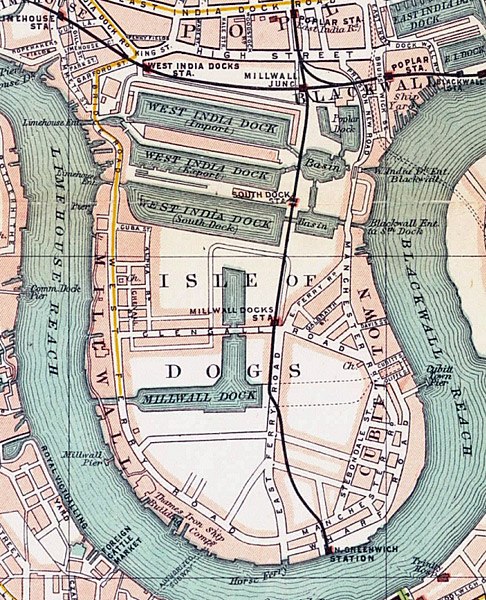
На Собачому острові показані доки Іст-Індія та Міллволл на 1899

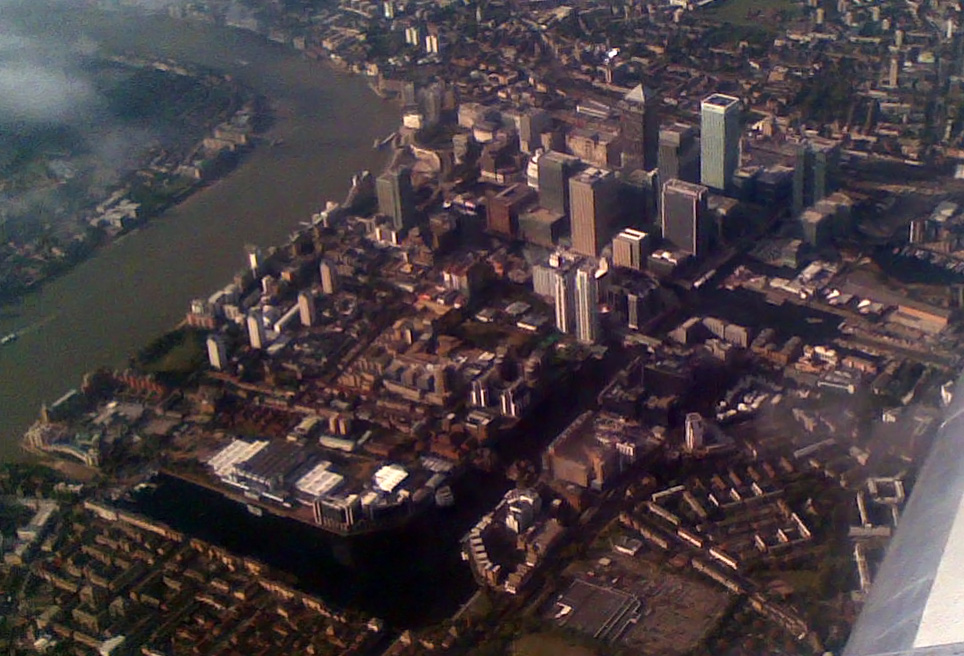
Фото 2009 року, де показано Кенері-Ворф з доком Міллволл на Собачому острові

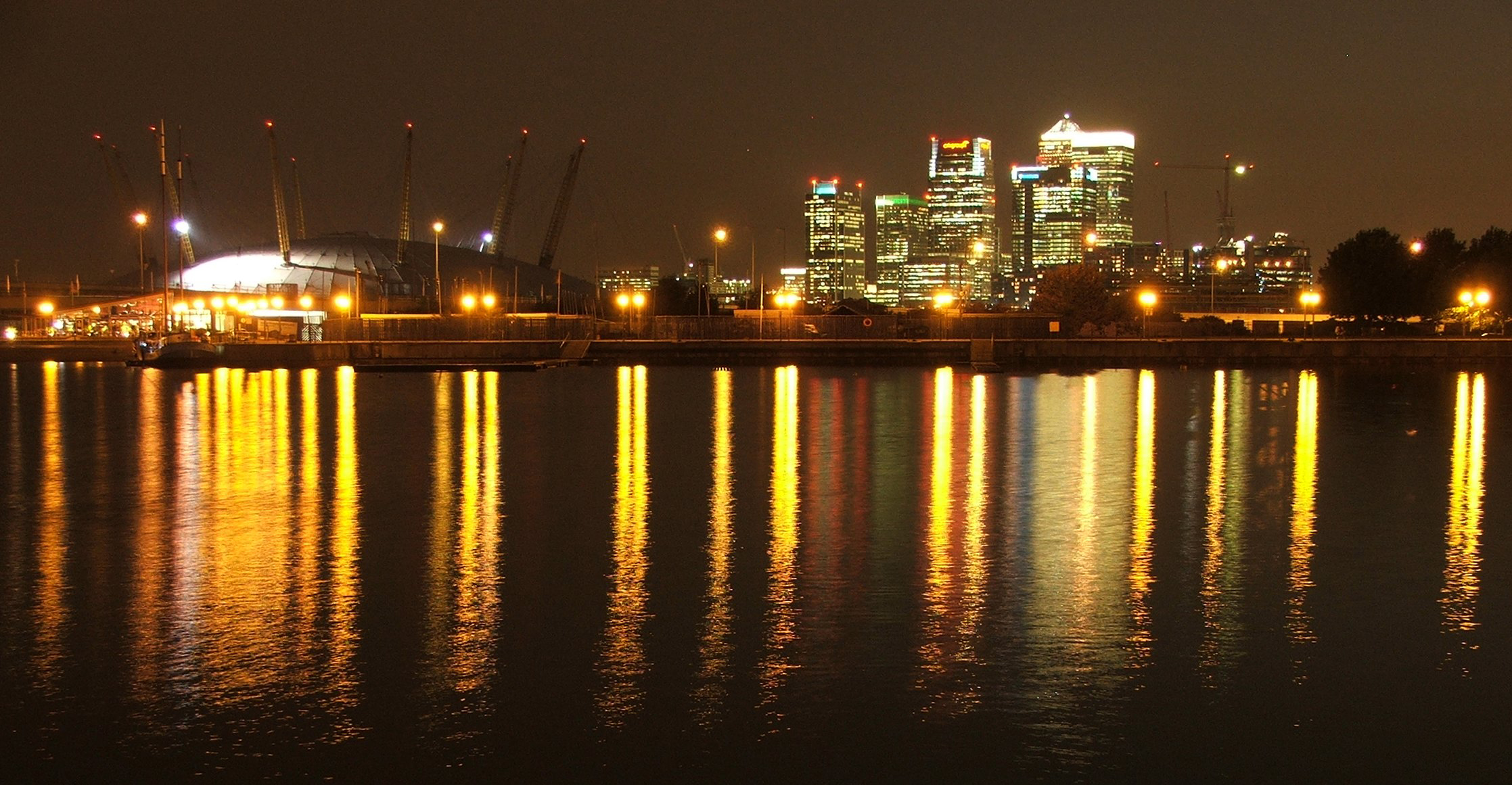
Вид на Арену О2 та Кенері-Ворф з доку королеви Вікторії.

Доклендс (англ. London Docklands) — напівофіційна назва території на схід і південний схід від центру Лондона, що розташована по обох берегах Темзи на схід від Тауера. На початок ХХІ сторіччя зона старих доків розділена між адміністративними округами Тауер-Гемлетс та Ньюем на лівому березі Темзи (див. Іст-Енд) та округами Саутерк та Гринвіч на правому березі. Доки були раніше частиною Лондонського порту, колись одного з найбільших портів світу. Після закриття доків площа була занедбана та злиденна до 1980-х років. Уряд Маргарет Тетчер впровадив програму модернізації Доклендс, і зараз вони перетворені в основному в житлові і комерційні будівлі. Назва «Доклендс» вперше було вжито в урядовій доповіді про плани розвитку в 1971 році, але з тих пір вже стало абсолютно всіма використовувана. Це також викликало конфлікт між старими і новими комунами Доклендс.

## Передмова
У римські часи і середньовіччя кораблі пришвартовували в основному до берегів на території нинішнього Сіті або Саутерк (сьогоденний Лондонський Пул). Однак при такому розміщенні кораблі ставали легкою здобиччю злодіїв, а також серйозно вставала проблема нестачі місць у берега. Перші доки (які потім перетворилися в Комерційні Доки Сюррея), побудовані в 1696 році, мали вирішити ці проблеми шляхом надання просторої захищеної стоянки з місцем для приблизно 120 суден. Ці доки мали величезний комерційний успіх згодом двічі збільшували, у Георгіанську та Вікторіанську епохи.
Першим доком у георгіанську епоху став док Вест-Індія (відкритий в 1802 році), потім док Лондон (1805), док Іст-Індія (відкритий також в 1805 році), Доки Сюррея (1807), Санта-Катарина (1828) і Вест-Індія-Саут (1829). У Вікторіанську епоху доки будувалися на схід і були побудовані доки Роял-Вікторія (1855), Міллволл (1868) та Роял-Альберт. Док Король Георг V було додано пізніше, вже в 1921 році.
Протягом Другої світової війни доки активно бомбили і всього на них було скинуто понад 2500 бомб.

## Розвиток
Існувало декілька основних типи доків. «Мокрі доки» — доки, де кораблі вставали на якір, розвантажували і завантажували. «Сухі доки» були набагато менше і вміщували лише по одному кораблю для його ремонту. Нові кораблі будували на верфях уздовж берега річки. Крім того, уздовж річки стояло безліч складів, в річку видавалося багато пірсів та пристаней. Зазвичай кожен док мав спеціалізацію на певному товарі. Наприклад, Доки Сюррея спеціалізувався на колодах, Міллуолл брав пшеницю, Санта-Катарина спеціалізувалася на вовні, цукрі та каучуку.
Доки потребували цілу армію робітників, особливо робочих на ліхтери, щоб доставляти вантажі з корабля на склад, і робочих на пристані, які працювали з вантажем на березі. Деякі робітники мали бути дуже вмілими, як наприклад робочі на ліхтерах, що мали свою гільдію, та робочі, які займалися розвантаженням колод, які були відомі своєю спритністю. Проте в основному робітники були низько кваліфікованими і працювали в якості звичайної тяглової сили. Робочі зазвичай збиралися в пабах вранці, де їх відбирали практично випадковим чином бригадири. Для цих робочих це була практично лотерея, чи отримають вони сьогодні роботу, як наслідок зарплату і їжу, в кожен конкретний день. Такий спосіб найму практикували аж до 1965 року, хоча і було трохи систематизовано в 1947 році.
Основна територія доків спочатку була низинним болотом, непридатним для сільського господарства та майже не заселеним. З будівництвом доків докери сформували декілька дружних громад зі своїм сленгом і культурою. Слабкі комунікації означали відірваність району від інших частин Лондона, через що він розвивався практично в ізоляції. Наприклад на острові Собак було дві дороги в місто. Ізоляціоністські настрої були настільки сильними, що в 1920 році жителі острова заблокували дороги і оголосили незалежність.

## ХХ сторіччя

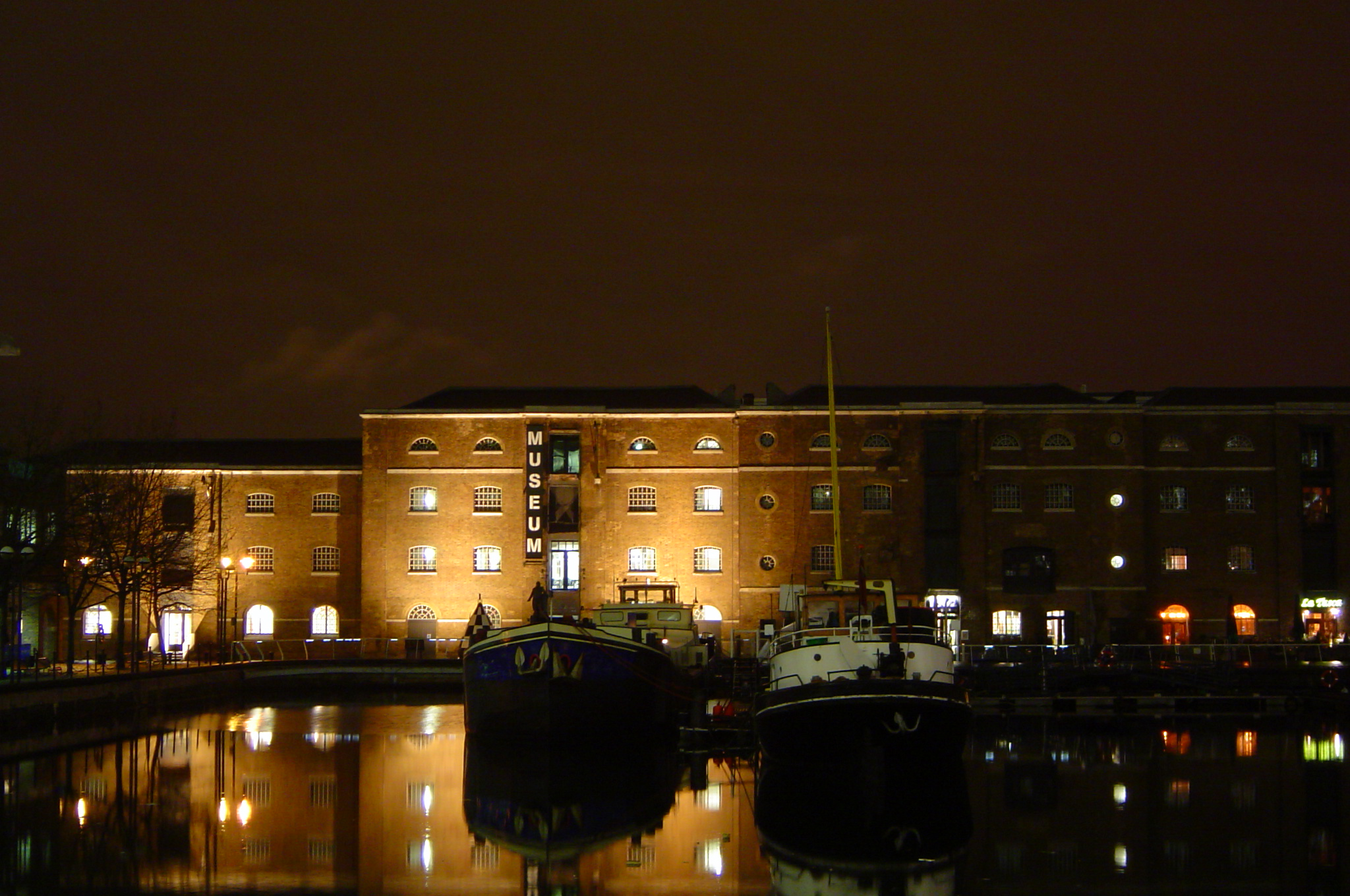
Музей Доклендсу, біля Кенері-Ворф.

Доки спочатку були побудовані і були під орудою декількох конкуруючих компаній. З 1909 року вони перейшли під управління Лондонського порту, який об'єднав компанії, щоб доки працювали ефективніше. Після цього також був побудований останній док (Король Георг V).
Німецькі бомбардування під час Другої світової війни завдали серйозної шкоди докам, так, наприклад, 380 000 тонн колод було знищено в доках Сюррея за одну ніч. Проте в ході повоєнної відбудови доки зазнали новий розквіт в 1950-х. Кінець прийшов несподівано десь між 1960 і 1970 , коли корабели стали активно переходити на контейнерний спосіб перевезення вантажів. Крім того, в цей час значно зросли в розмірах всі кораблі, не тільки контейнеровози. Лондонські доки були нездатні прийняти набагато більші ніж раніше кораблі, що були потрібні для перевезення контейнерів і портова індустрія перемістилося у глибоководніші порти в Тілбері та Фелікстоу. З 1960 по 1980 всі лондонські доки були закриті, залишивши після себе близько 21 км² покинутої землі в східному Лондоні. Безробіття було дуже високе, а злидні та інші соціальні проблеми постали вельми гостро.

## Новий розвиток

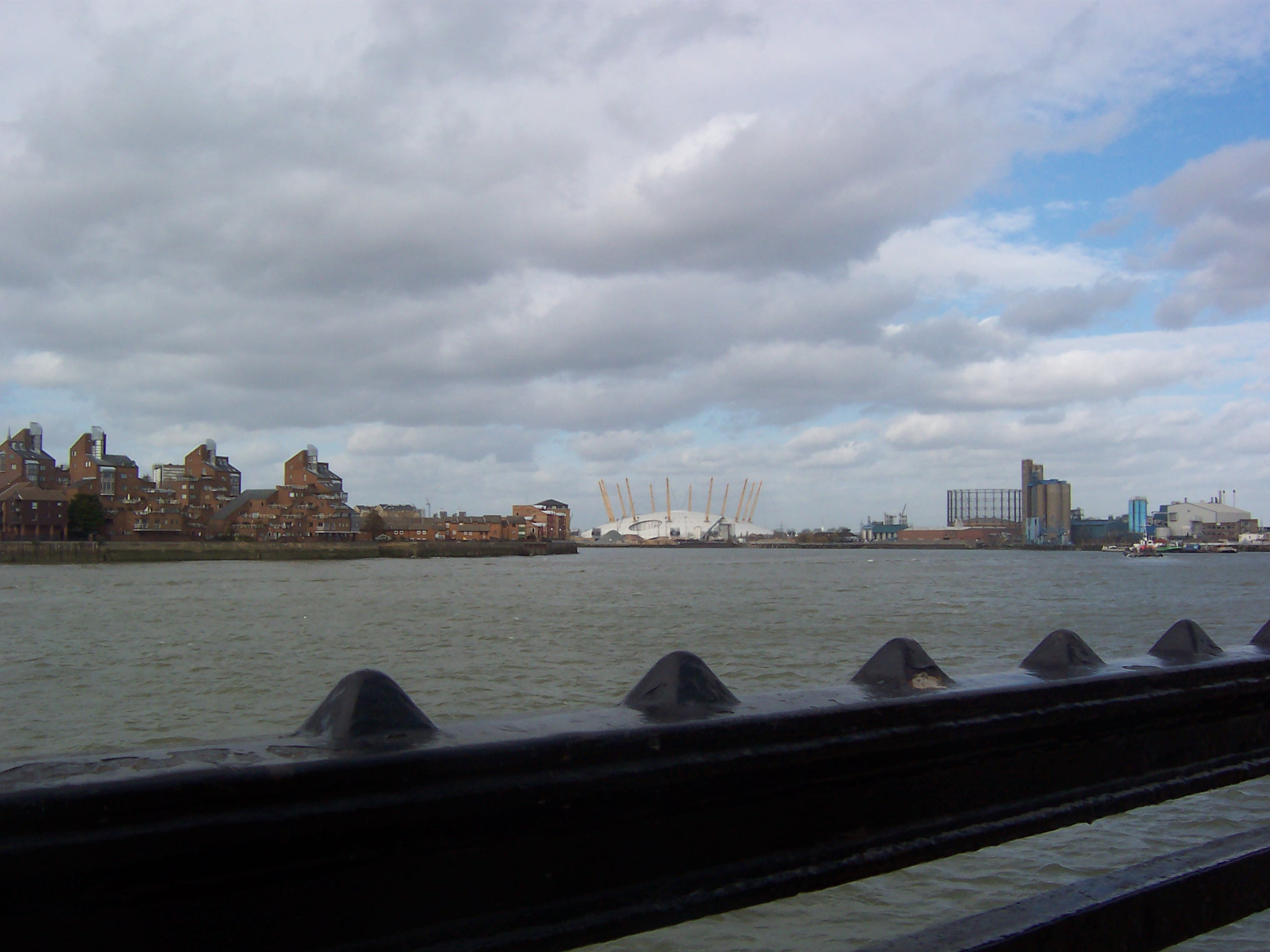
Арена О2 з доків Гринвіча.

Спроби почати новий розвиток доків з'явилися майже відразу після їх закриття, хоча треба було десятиліття, щоб більшість планів вийшло за рамки паперових проектів і ще десятиліття, щоб нарешті закінчити перебудову району. Ситуація також була сильно заплутана великою кількістю власників землі в доках: Лондонський порт, Рада Великого Лондона, British Gas, 5 Боро, British Rail та Central Electricity Generating Board.
Для вирішення цієї проблеми в 1981 році була сформована Корпорація Розвитку Доклендс. Це була статутна компанія, що фінансувалася центральним урядом з широкими правами по покупці і продажу земель в Доклендс. Також Корпорація служила основою для планування розвитку регіону.
Іншим важливим нововведенням стало створення в 1982 році Особливої економічної зони, де бізнес звільнявся від податку на майно та мав інші привілеї, включаючи спрощене планування і допущення за капіталом. Це зробило інвестування в Доклендс надзвичайно вигідним і стало поштовхом для майнового буму в районі.
Корпорація з Розвитку проте мала зворотний ефект — вона була звинувачена у наданні преференцій елітному будівництву, а не доступному житлу, що зробило її непопулярною серед місцевої громади, що відчувала відсутність уваги до своїх потреб. Проте Корпорація була ключовою у фантастичному перетворенні району, хоча до цих пір ведуться суперечки, наскільки вона управляла тим, що відбувається. Корпорація була розформована в 1998 році, коли контроль за територією Доклендс перейшов назад до місцевого самоврядування.
Велика програма в 1980-х — 1990-х перетворила величезну територію Доклендс в суміш житлових будинків, комерційних будівель та легкої промисловості. Головним символом цих величезних змін став проект Кенері-Ворф, в ході якого були побудовані найвищі будівлі Британії і було створений другий фінансовий центр в Лондоні.
Кенері-Ворф також мав серйозні проблеми, включаючи серйозний спад вартості нерухомості на початку 1990-х, що затримало розвиток району на декілька років. Девелопери виявилися з власністю, яку вони не могли ні здати, ні продати.

## Транспорт
Історично Доклендс мав слабке транспортне сполучення. Ця проблема була вирішена в 1987 році будівництвом Доклендського легкого метро, що сполучило Доклендс з центром міста. Кошторисна вартість будівництва — £ 77 мільйонів на першій фазі, оскільки для нього використовувалася стара залізнична інфраструктура і покинуті землі майже на всьому протязі. Правда спочатку Корпорація воліла будувати повноцінне важке метро, проте уряд відмовився фінансувати цей проект. Незважаючи на те, що DLR зовні багато в чому нагадує метро, воно існує автономно, і з Лондонським метрополітеном фізично не сполучено.
Також було побудовано автомобільний тунель, що зв'язав Собачий острів з основними автострадами. Кошторисна вартість будівництва — £ 150 мільйонів за кілометр тунелю.
Було побудовано аеропорт Лондон-Сіті, відкритий в жовтні 1987 року.
В 1999 році лінія Джубилі досягла Доклендсу, були відкриті станції: Кенері-Ворф, Норт-Гринвіч, Кеннінг-Таун.

## ХХІ сторіччя

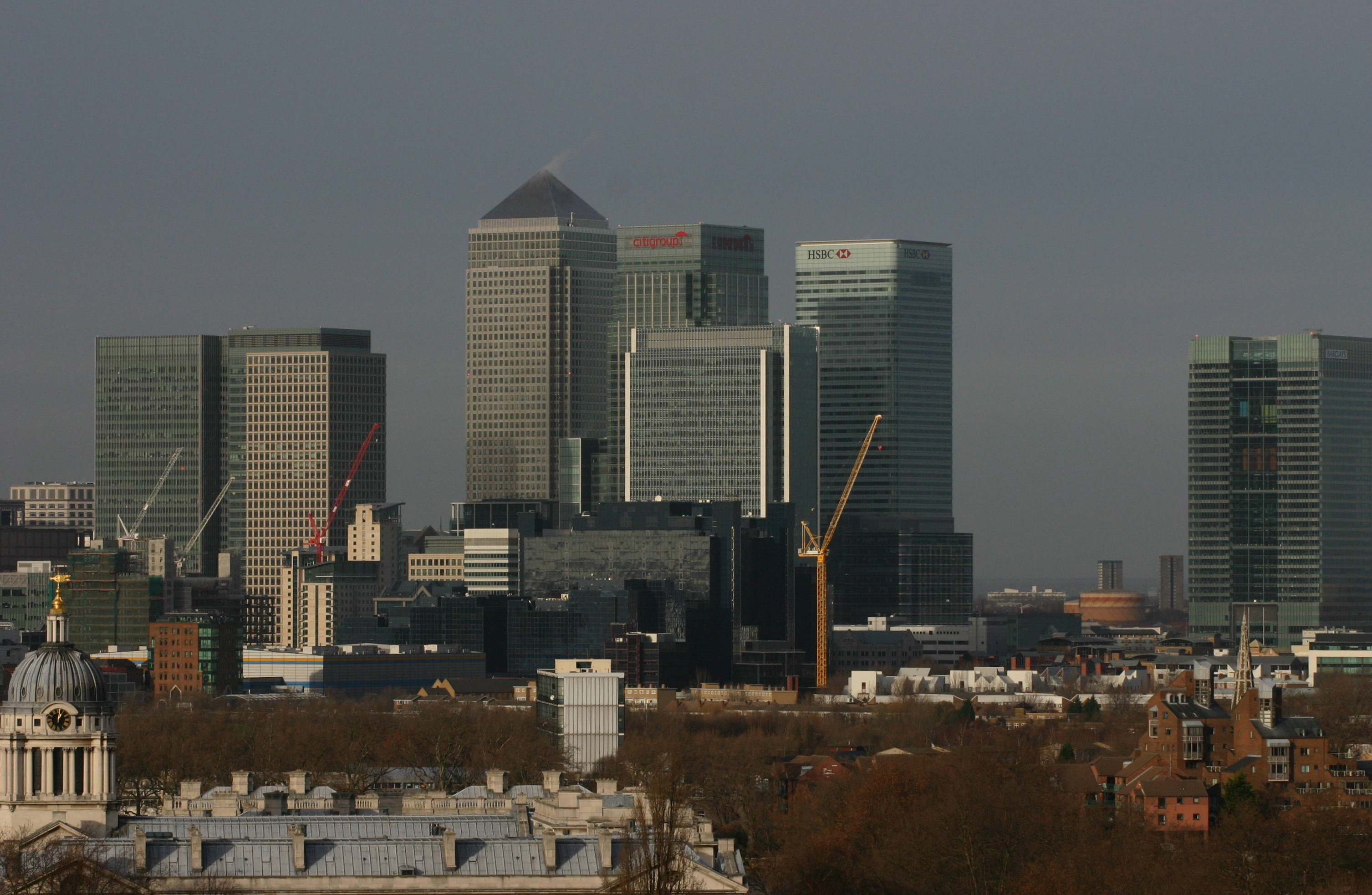
Хмарочоси у районі Кенері-Ворф.

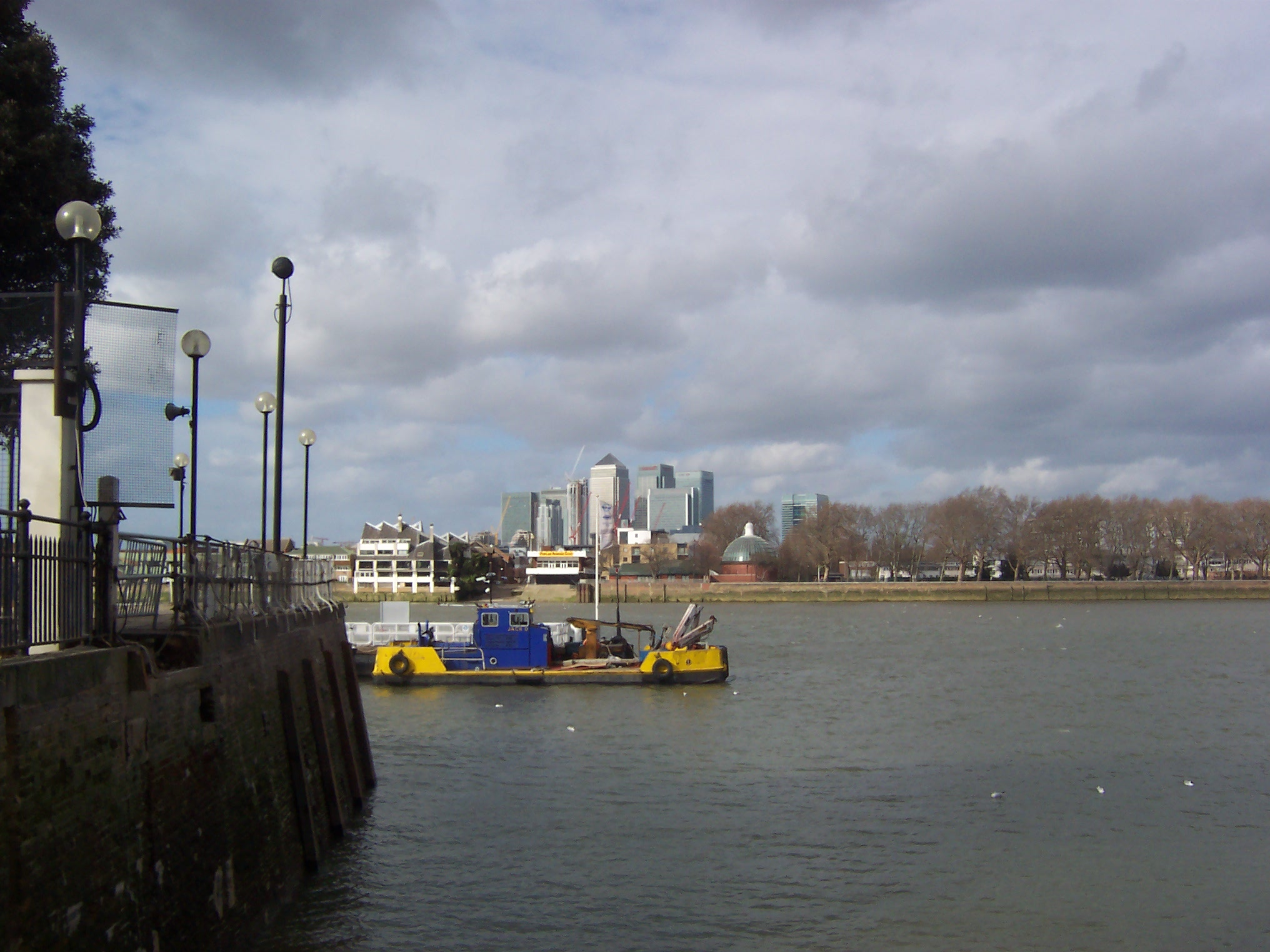
Вид на них же з Гринвіча.

За період 1980—2010 роки населення Доклендсу збільшилося вдвічі, а район став великим торговим центром і відмінним місцем для життя. Кенері-Ворф став забудовуватись хмарочосами і прямим конкурентом для фінансового центру в Сіті.
Більшість старих корабелен і складів були знесені, однак деякі були відремонтовані і перетворені в житлові будинки. Більшість доків збереглося і зараз використовується в основному для водних видів спорту, за винятком Комерційних доків Сюррея, які зараз майже засипані. Хоча великі кораблі як і раніше можуть заходити в доки, і іноді так і роблять, проте весь комерційний трафік пересунувся вниз по річці.
Пожвавлення Доклендс сильно вплинуло і на навколишні території. Гринвіч та Дептфорд також активно розвиваються, багато в чому завдяки поліпшенню транспортної ситуації, що зробило їх привабливішими.

## Подальший розвиток
Успіх перебудови району дав хід декільком новим планам розвитку, включаючи:
- Розвиток DLR імовірно до Дагенхам.
- Лінія Crossrail між Кенері-Ворф, центральним Лондоном і аеропортом Хітроу.
- Будівництво нових хмарочосів у Кенері-Ворф

На початку XXI-го століття розвиток району пересувається далі в передмістя східного Лондона, а також частково і в графства Кент і Ессекс, які межують з гирлом Темзи.